# 김은향
김은향(1991년 10월 21일~)우 조선민주주의인민공화국의 다이빙 선수로, 2016년 하계 올림픽에  참가했다. 2015년 세계 수영 선수권 대회에서 파트너 인 송남향과 함께 여자 10m 싱크로나이즈 플랫폼에서 동메달을 획득했다.